# Eidgenössisches Tambouren- und Pfeiferfest
Das Eidgenössische Tambouren- und Pfeiferfest (Fête Fédérale des Tambours et Fifres) ist eine Brauchtumsveranstaltung des Schweizerischen Tambouren- und Pfeiferverbandes.

## Wettspiel und Rahmenprogramm
Die besten Tambouren, Pfeifer (Piccoloflöte, Natwärisch) und Claironspieler der Schweiz messen sich dort in der Beherrschung ihres Instrumentes und ermitteln die Schweizermeister in derzeit mehr als 200 Sektionen und Gruppen.

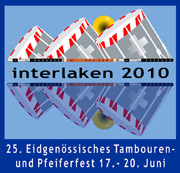
25. Eidgenössisches Tambouren- und Pfeiferfest in Interlaken 2010

Die vorgetragenen Kompositionen werden in mehreren Dutzend Einzel- und Gruppenkategorien bewertet. Abends ziehen die teilnehmenden Vereine spielend durch die Strassen des Austragungsortes. In einem begleitenden Show-Programm für das Publikum treten Top-Formationen aus dem In- und Ausland auf. Zum Abschluss präsentieren sich die Teilnehmer auf einem grossen Festumzug. Das Eidgenössische Fest findet alle vier Jahre statt. Zusätzlich zum eidgenössischen Grossanlass finden in der Schweiz regionale Tambouren- und Pfeiferfeste statt, zum Beispiel das Zentralschweizer Tambouren- und Pfeiferfest, das Oberwalliser Tambouren- und Pfeiferfest oder die Fête romande des Tambours et Fifres.
Beim Wettbewerb im Jahr 2010 traten rund 1000 Einzelwettspieler sowie annähernd 4000 Sektionen-Teilnehmer in über 40 Vortragslokalen an. Den grossen Festumzug, an dem rund 3500 Musizierende in farbenprächtigen Uniformen mit über 100 Formationen teilnahmen, sahen mehrere zehntausend Besucher.
2014 haben sich rund 3000 Trommel-, Piccolo-, Natwärisch- und Claironspieler aus der ganzen Schweiz während dreier Tage in ihren Disziplinen am Eidgenössischen gemessen. Zusätzlich wurde ein abwechslungsreiches Rahmenprogramm mit Umzug geboten.

## Geschichte

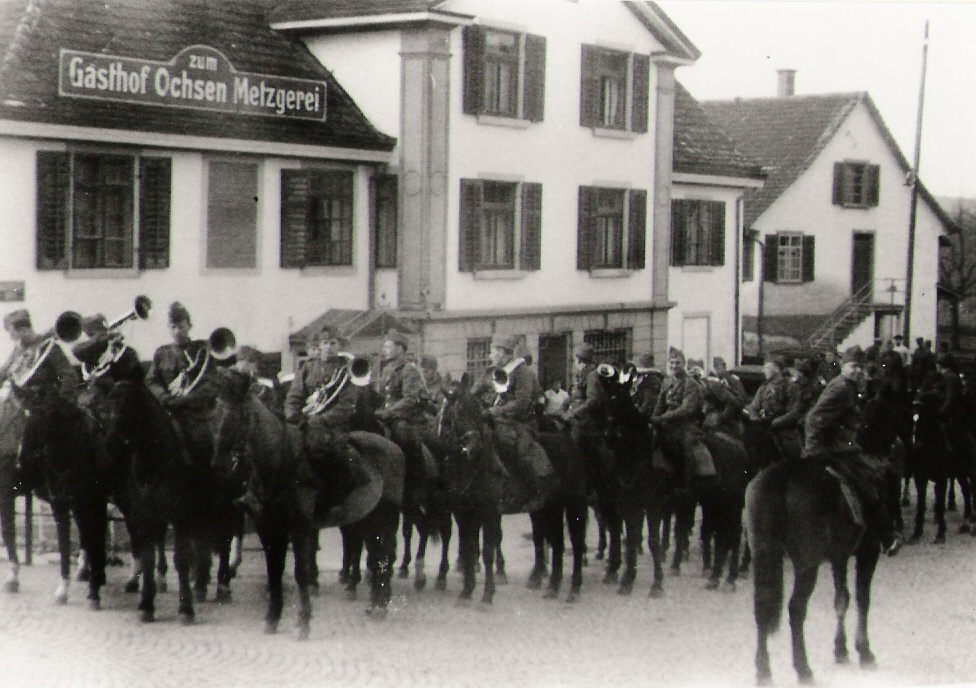
Kavalleriemusik der Schweizer Armee 1937

Tambouren und Pfeifer sind der Ursprung der Schweizer Militärmusik. Heute werden Trommeln und Pfeifen als Instrumente der Volksmusik bei vielen weltlichen Bräuchen und kirchlichen Anlässen in der Schweiz gespielt. Der STPV wurde 1906 als Schweizer Militär-Tambouren-Verband in Aarau gegründet. 1916 wurde er in Schweizerischer Tambourenverband umbenannt, 2006 erhielt er die Bezeichnung Schweizerischer Tambouren- und Pfeiferverband. Den Tambourenfesten des STPV war bis zum Beginn des Zweiten Weltkrieges die Bezeichnung Schweizerisch vorangestellt, seit 1946 Eidgenössisch.
Zum 25. Jubiläum 2010 gab die Schweizerische Post bereits im Vorfeld eine vom Berner Grafik-Atelier Müller Lütholf gestaltete Sondermarke im Taxwert von 1 Schweizer Franken mit dem Motiv des Eidgenössischen Tambouren- und Pfeiferfests heraus, Teil eines Vierersets zum Thema Brauchtum.

## Eidgenössisches Jungtambouren- und Pfeiferfest

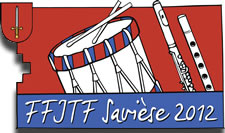
2. Eidgenössisches Jungtambouren- und Pfeiferfest Savièse 2012

An den Eidgenössischen Tambouren- und Pfeiferfesten sind Teilnehmer generell erst ab dem 16. Altersjahr zugelassen. Daher wurde 2008 ein Eidgenössisches Jungtambouren- und Pfeiferfest für Musiker im Alter bis 19 Jahren ins Leben gerufen, das ebenfalls im Vierjahresturnus ausgetragen wird.

## Bisherige Austragungsorte
- 1. Schweizerisches Militär-Tambourenfest 1908 in Zürich
- 2. Schweizerisches Militär-Tambourenfest 1910 in Genf
- 3. Schweizerisches Tambourenfest 1913 in Burgdorf
- 4. Schweizerisches Tambourenfest 1922 in Biel
- 5. Schweizerisches Tambourenfest 1925 in Zürich
- 6. Schweizerisches Tambourenfest 1930 in La Chaux-de-Fonds
- 7. Schweizerisches Tambourenfest 1933 in Lenzburg
- 8. Schweizerisches Tambourenfest 1937 in Luzern
- 9. Eidgenössisches Tambourenfest 1946 in Winterthur
- 10. Eidgenössisches Tambourenfest 1950 in Bern
- 11. Eidgenössisches Tambourenfest 1954 in Basel
- 12. Eidgenössisches Tambourenfest 1958 in Grenchen
- 13. Eidgenössisches Tambourenfest 1962 in Olten
- 14. Eidgenössisches Tambourenfest 1966 in Emmenbrücke
- 15. Eidgenössisches Tambouren- und Pfeiferfest 1970 in Solothurn
- 16. Eidgenössisches Tambouren- und Pfeiferfest 1974 in Visp
- 17. Eidgenössisches Tambouren- und Pfeiferfest 1978 in Wil SG
- 18. Eidgenössisches Tambouren- und Pfeiferfest 1982 in Schwyz
- 19. Eidgenössisches Tambouren- und Pfeiferfest 1986 in Burgdorf
- 20. Eidgenössisches Tambouren- und Pfeiferfest 1990 in Naters
- 21. Eidgenössisches Tambouren- und Pfeiferfest 1994 in Gossau SG
- 22. Eidgenössisches Tambouren- und Pfeiferfest 1998 in Solothurn
- 23. Eidgenössisches Tambouren- und Pfeiferfest 2002 in Sierre
- 24. Eidgenössisches Tambouren- und Pfeiferfest 2006 in Basel
- 25. Eidgenössisches Tambouren- und Pfeiferfest 2010 in Interlaken
- 26. Eidgenössisches Tambouren- und Pfeiferfest 2014 in Frauenfeld[3]
- 27. Eidgenössisches Tambouren- und Pfeiferfest 2018 in Bulle[4]
- 28. Eidgenössisches Tambouren- und Pfeiferfest 2023 in Savièse

## Bisherige Austragungsorte für den Nachwuchs
- 1. Eidgenössisches Jungtambouren- und Pfeiferfest 2008 in Zofingen
- 2. Eidgenössisches Jungtambouren- und Pfeiferfest (2e Fête Fédérale des Jeunes Tambours et Fifres) 2012 in Savièse[5]
- 2016: abgesagt mangels Organisator
- 3. Eidgenössisches Jungtambouren- und Pfeiferfest (3e Fête Fédérale des Jeunes Tambours et Fifres) 2020 in Aarau wegen der Corona-Krise abgesagt.